# Nocera Superiore
Nocera Superiore – miejscowość i gmina we Włoszech, w regionie Kampania, w prowincji Salerno.
Według danych na rok 2004 gminę zamieszkiwało 22 641 osób, 1617,2 os./km².
W miejscowości znajduje się stacja kolejowa Nocera Superiore.